# Nižný Komárnik
Nižný Komárnik (ungarisch Alsókomárnok – bis 1907 Alsókomarnik) ist eine Gemeinde im Nordosten der Slowakei mit 185 Einwohnern (Stand 31. Dezember 2024), die im Okres Svidník, einem Kreis des Prešovský kraj, liegt und zur traditionellen Landschaft Šariš gezählt wird.

## Geographie

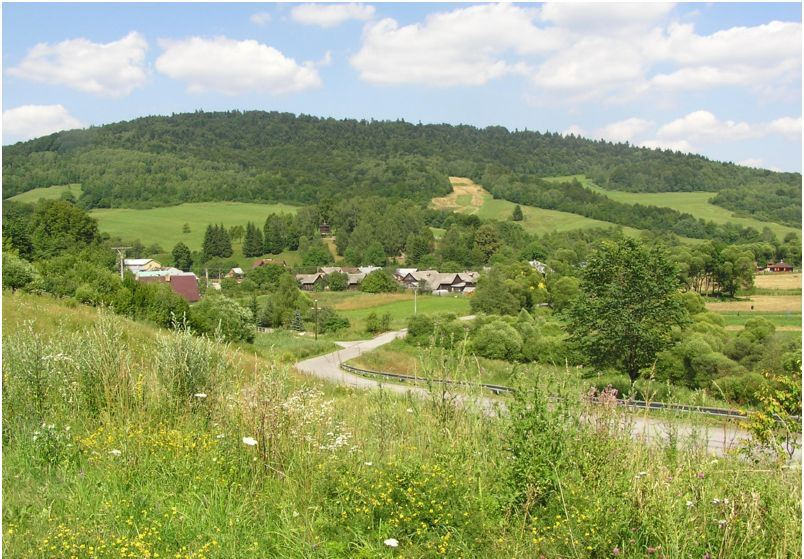
Nižný Komárnik

Die Gemeinde befindet sich im Nordteil der Niederen Beskiden am Oberlauf der Ladomirka, nahe der Staatsgrenze zu Polen. Das Ortszentrum liegt auf einer Höhe von 362 m n.m. und ist 14 Kilometer von Svidník entfernt.
Nachbargemeinden sind Vyšný Komárnik im Norden, Dukla und Jaśliska (beide PL) im Nordosten, Príkra im Osten, Bodružal im Südosten, Krajná Poľana im Süden und Krajná Bystrá im Westen.

## Geschichte

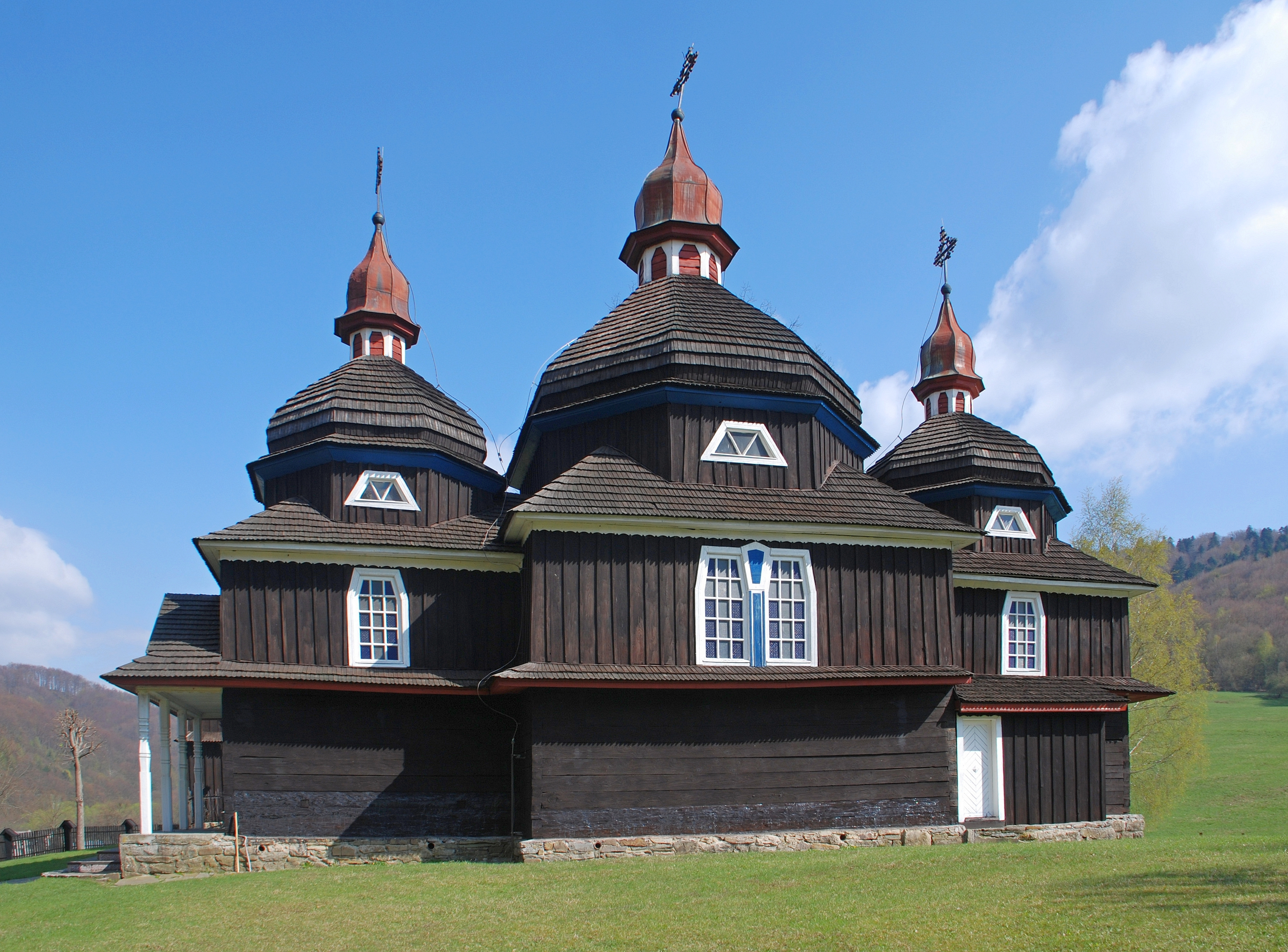
Kirche des Schutzes der Gottesgebärerin

Der Ort wurde zum ersten Mal 1618 als Also Komarnik schriftlich erwähnt und gehörte damals zum Herrschaftsgut der Burg Makovica. 1828 zählte man 33 Häuser und 253 Einwohner. Im späten 19. Jahrhundert waren hier je eine Dampfsäge und Streichholzfabrik in Betrieb, zeitgleich gab es aber auch mehrere Auswanderungswellen. Im Verlauf des Ersten Weltkriegs wurde das Dorf fast vollkommen zerstört und die Dampfsäge, Mühlen und Streichholzfabrik stellten alle ihren Betrieb ein.
Bis 1918 gehörte der im Komitat Sáros liegende Ort zum Königreich Ungarn und kam danach zur Tschechoslowakei beziehungsweise heute Slowakei. In der Zeit der ersten tschechoslowakischen Republik arbeiteten die Einwohner als Waldarbeiter. Während der Schlacht um Duklapass im Spätjahr 1944 wurde ein Großteil des Dorfes zerstört, danach aber wiederaufgebaut.

## Bevölkerung
| Jahr                | 1994 | 2004     | 2014     | 2024    |
| ------------------- | ---- | -------- | -------- | ------- |
| Anzahl der Personen | 173  | 146      | 174      | 185     |
| Unterschied         |      | −15,60 % | +19,17 % | +6,32 % |

| Jahr                | 2023 | 2024    |
| ------------------- | ---- | ------- |
| Anzahl der Personen | 182  | 185     |
| Unterschied         |      | +1,64 % |

Gemäß der Volkszählung 2011 wohnten in Nižný Komárnik 181 Einwohner, davon 68 Slowaken, 50 Roma, 46 Russinen und ein Ukrainer. 16 Einwohner machten keine Angabe zur Ethnie. 
149 Einwohner bekannten sich zur griechisch-katholischen Kirche, sechs Einwohner zur orthodoxen Kirche, drei Einwohner zur römisch-katholischen Kirche und ein Einwohner zur Evangelischen Kirche A. B. Zwei Einwohner waren konfessionslos und bei 20 Einwohnern wurde die Konfession nicht ermittelt.

## Bauwerke und Denkmäler
- hölzerne griechisch-katholische Kirche des Schutzes der Gottesgebärerin aus dem Jahr 1938, die eine im Ersten Weltkrieg ausgebrannte Kirche aus dem 18. Jahrhundert ersetzte. Die Kirche ist ein nationales Kulturdenkmal.[6]